# Максимова, Валентина Михайловна
Валенти́на Миха́йловна Макси́мова (род. 21 мая 1937, Тула, Московская область) — советская трековая велогонщица, выступала за сборную СССР в конце 1950-х — начале 1960-х годов. Четырёхкратный серебряный призёр чемпионатов мира в индивидуальном спринте, многократная чемпионка всесоюзных и всероссийских первенств в различных спринтерских и темповых дисциплинах. На соревнованиях представляла спортивные общества «Спартак» и «Динамо», заслуженный мастер спорта СССР. Также известна как преподаватель и научный сотрудник, кандидат педагогических наук.

## Биография
Родилась 21 мая 1937 года в Туле.
С четырнадцатилетнего возраста активно занималась велосипедными гонками и конькобежным спортом, однако в конечном счёте сделала выбор в пользу трекового велоспорта. После окончания школы училась в Тульском государственном педагогическом университете имени Л. Н. Толстого. Сначала состояла в тульском добровольном спортивном обществе «Спартак», в 1956 году перешла в «Динамо».
Первого серьёзного успеха в велоспорте добилась в 1953 году, когда стала чемпионкой СССР в индивидуальном спринте и в индивидуальной гонке преследования. Год спустя повторила эти достижения, а также выиграла всесоюзное первенство в гите на 500 метров с места. Ещё через год вновь была лучшей в спринте и гите. Мастер спорта СССР (1955).
Когда в 1958 году женский спринт включили в программу чемпионатов мира, Максимова удостоилась права защищать честь страны на мировом первенстве в Париже и в итоге привезла оттуда награду серебряного достоинства, уступив лишь соотечественнице Галине Ермолаевой. На трёх последующих чемпионатах мира, прошедших в Амстердаме, Лейпциге и Цюрихе, каждый раз в финалах проигрывала Ермолаевой и становилась серебряной призёршей. В течение одиннадцати лет попадала в основной состав сборной Советского Союза, за это время в общей сложности 25 раз побеждала на первенствах РСФСР, неоднократно устанавливала рекорды всесоюзного и всероссийского значения. За выдающиеся спортивные достижения в 1963 году удостоена почётного звания «Заслуженный мастер спорта СССР».
Ещё будучи действующей спортсменкой, Валентина Максимова преподавала в школе и техникуме, а в 1969 году после завершения спортивной карьеры поступила в Государственный центральный ордена Ленина институт физической культуры (ныне Российский государственный университет физической культуры, спорта, молодёжи и туризма), где обучалась на кафедре теории и методики велосипедного спорта. В 1974 году получила степень кандидата педагогических наук, защитив диссертацию на тему «Индивидуально-психологические особенности спринтера-велосипедиста в сенсомоторной сфере и выбор тактических решений». По распределению в течение 24 лет работала старшим научным сотрудником Всероссийского научно-исследовательского института физической культуры и спорта.
Позже в период 1996—2007 преподавала на кафедре велосипедного спорта РГАФК, исполняла обязанности заместителя заведующего кафедрой по учебной работе, начиная с 2007 года является доцентом теории и методики прикладных видов спорта и экстремальной деятельности. За это время написала 68 научно-методических работ, подготовила многих квалифицированных специалистов.
Помимо преподавательской работы, в течение десяти лет Максимова входила в Президиум Федерации велосипедного спорта России — возглавляла женскую комиссию по велосипедному спорту на треке. Оказывала научно-методическую помощь Училищу олимпийского резерва № 2 и техникуму физической культуры «Спарта». Награждена медалями «В память 850-летия Москвы», «Ветеран труда», «200 лет МВД России», «80 лет Госкомспорту России», почётными знаками «За заслуги в развитии физической культуры и спорта», «За заслуги в развитии олимпийского спорта».